# Pterocephalus ghahremanii
Pterocephalus ghahremanii är en tvåhjärtbladig växtart som beskrevs av Z. Jamzad. Pterocephalus ghahremanii ingår i släktet Pterocephalus och familjen Dipsacaceae. Inga underarter finns listade i Catalogue of Life.